# 飯塚桃葉
飯塚 桃葉（いいづか とうよう、生没年不詳）は、江戸時代中期から後期に活躍した蒔絵師。諱は秀久。通称は源六、号は観松斎。

## 経歴・人物
江戸に生まれ、後に江戸で阿波藩10代藩主蜂須賀重喜に蒔絵師として仕える。印籠に貝や切金等を用いた。桃葉の子孫も代々、阿波藩の付き人を継いだ。
また、藩主の命を断り、下駄に蒔絵を施さなかったことから気骨を買われて召し抱えられたという逸話が伝わる。

## 主な作品

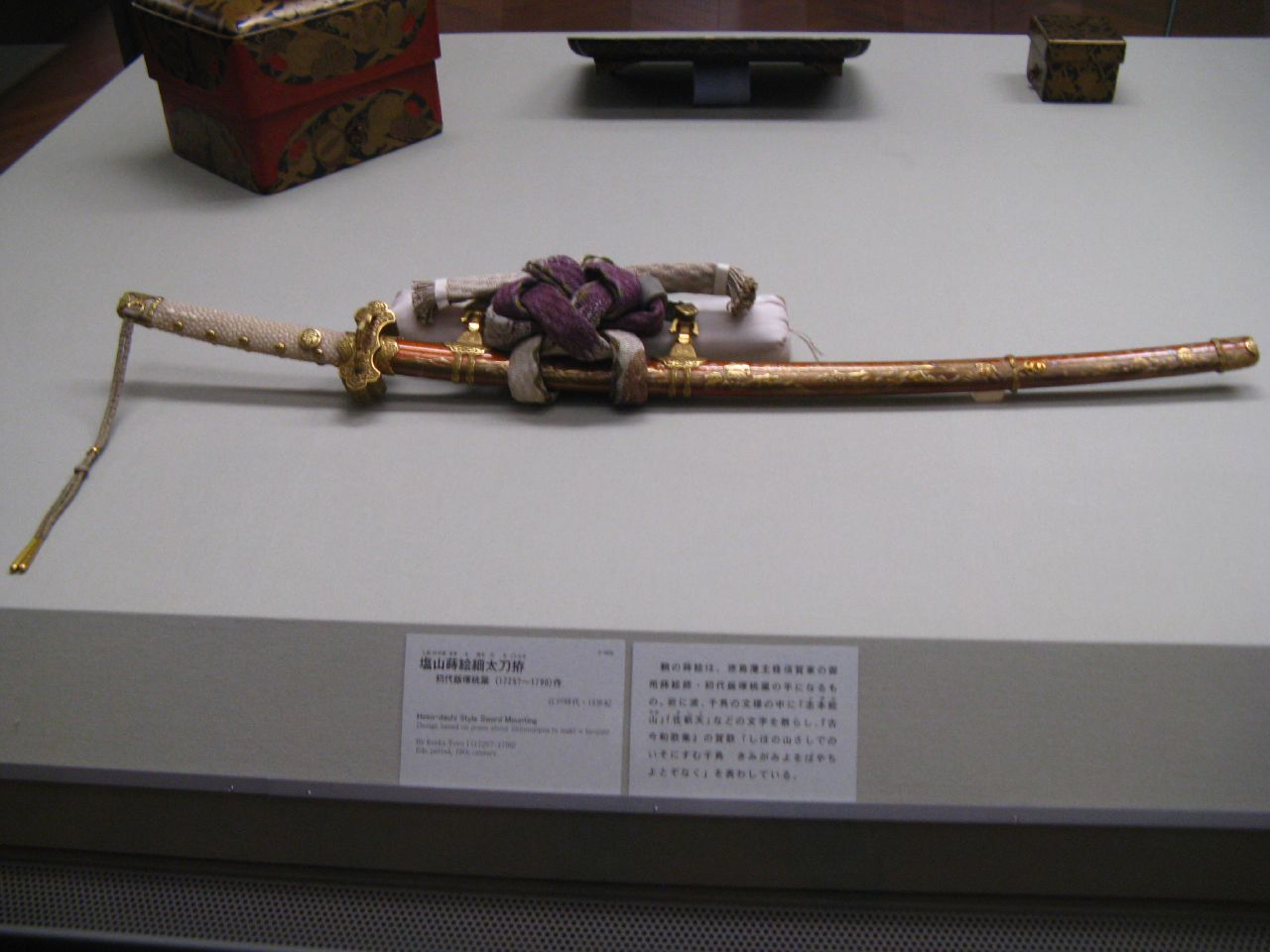
1. 塩山蒔絵細太刀拵

作品名の50音順。国から文化財指定（指定答申）されたものは先頭に記す。
「百草蒔絵薬箪笥」
1771年製作。内容品 一括 附 大御薬籠中品類目録 1冊 を含めて令和6年度に重要文化財に指定。根津美術館蔵
「宇治川螢蒔絵硯筥（うじかわ ほたる まきえ すずりばこ）」
1775年製作。令和7年（2025年）度に重要文化財に指定予定。蜂須賀氏から皇室に献上され、「観松斎 桃葉造」の銘入り。皇居三の丸尚蔵館蔵。
「朝日群鶴図」
「藘鷺（あしさぎ）蒔絵印籠」
東京国立博物館収蔵、19世紀（江戸時代）、銀地研切蒔絵、銘あり、底裏に金蒔絵「桃葉（花押）」。
「雁に琴柱蒔絵溜地印籠（かりに ことじ まきえ ためじ いんろう）」
「塩山蒔絵細太刀拵（しおのやま まきえ ほそだちごしらえ）」
東京国立博物館収蔵、初代飯塚桃葉作。18世紀（江戸時代）、総長85.0 cm。銘あり、鞘に金蒔絵「観松斎(花押)」。『古今和歌集』のめでたい歌「しほの山さしでのいそにすむ千鳥　きみがみよをばやちよとぞなく」に取材し、装飾の中に文字を散らした作品。
「蝶鳥平文（ちょうちょう ひょうもん）蒔絵印籠」
江戸時代、金・銀の研出蒔絵、金・銀の平文。銘あり、金蒔絵「桃葉（花押）」。
「鶏蒔絵印籠（にわとり まきえ いんろう）」
東京国立博物館収蔵、19世紀（江戸時代）、金・銀薄肉高蒔絵、朱描。底裏に銘あり、金蒔絵「桃葉（花押）」

## 関連資料
発行年順。
- 吉川半七 著「初代飯塚桃葉◇蒔絵印籠　表裏実大」、横井時冬 編『日本工業史対照図』1898年、コマ番号0024.jp2頁。doi:10.11501/802769。全国書誌番号:802769。国立国会図書館近代デジタルライブラリー、インターネット公開。
- 「飯塚桃葉」『蒔絵師塗師両工伝 上』風俗絵巻図書刊行会（編）、吉川弘文館〈芸苑叢書 ; 第2期〉、1925年、12頁。コマ番号0013.jp2、全国書誌番号:1184889、doi:10.11501/1184889。国立国会図書館、近代デジタルライブラリー、インターネット公開。
- 「江戸時代の蒔絵師・塗師たち--古満家／梶川家／山本家／田付長兵衛／塩見政誠／飯塚桃葉／小川破笠／永田友治／原羊遊斉／中村宗哲／その他の名工」『日本の美術』第231号、至文堂（編）、国立文化財機構（監修）、ぎょうせい、1985年8月、59-64頁。コマ番号0032.jp2、全国書誌番号:00018982、doi:10.11501/7962388、ISSN 0549-401X。国立国会図書館デジタルコレクション、国立国会図書館内公開。
- 須藤茂樹「飯塚桃葉覚書」『國學院雜誌』第93巻第4号 (通号1021)、國學院大學、1992年4月、56-65頁。コマ番号0030.jp2、doi:10.11501/3365660、全国書誌番号:00008272 <3452188>、ISSN 0288-2051。国立国会図書館デジタルコレクション、国立国会図書館/図書館送信参加館内公開。掲載誌別題『The Journal of Kokugakuin University』。